# Dasychira geoffreyi
Dasychira geoffreyi är en fjärilsart som beskrevs av Bethune-Baker 1913. Dasychira geoffreyi ingår i släktet Dasychira och familjen tofsspinnare. Inga underarter finns listade i Catalogue of Life.